# Alabas ibne Amade ibne Tulune

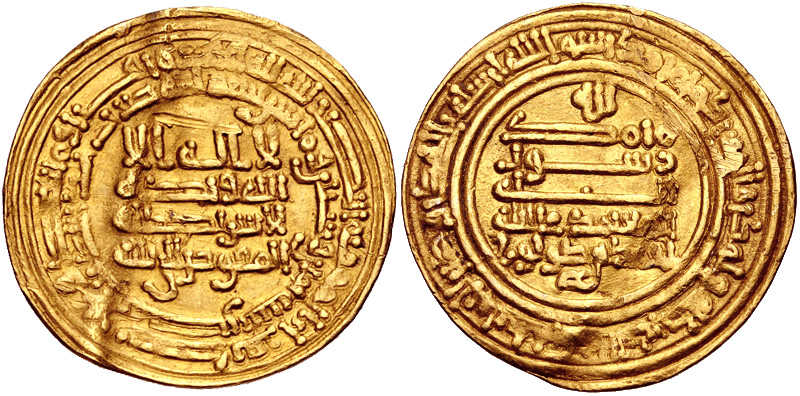
Dinar de ouro de Amade ibne Tulune r.

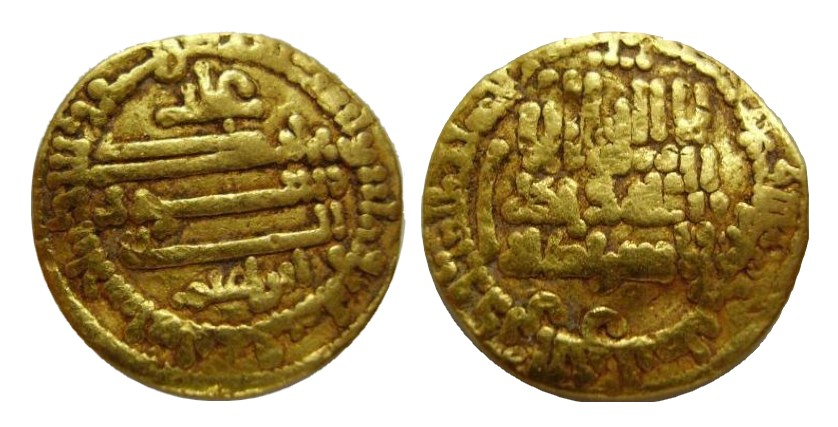
Dinar de ouro de r.

Alabas/Alabás ou Abas ibne Amade ibne Tulune (Al-ʿAbbās ibn Aḥmad ibn Ṭūlūn - lit. "Abas, filho de Amade, filho de Tulune") foi o filho mais velho do fundador da dinastia tulúnida, Amade ibne Tulune (r. 868–884), e herdeiro aparente até sua tentativa fracassada de usurpar seu pai em 879. Após uma tentativa fracassada de tomar a Ifríquia, foi preso no Egito e executado logo após a sucessão de seu irmão, Cumarauai, em maio de 884.

## Vida
Abas foi o filho mais velho de Amade ibne Tulune, o filho de um escravo turco que governou o Egito desde 868. Ao explorar as dissensões no Califado Abássida entre Almutâmide (r. 870–892) e seu irmão Almuafaque (r. 870–891), ibne Tulune conseguiu estabelecer sua autonomia do governo abássida, e começou a expandir seu controle sobre a Síria. Preocupado com a conquista da Síria, ibne Tulune nomeou Abas como seu representante no Egito. Dentro de pouco tempo, contudo, sua comitiva persuadiu-o a tentar tomar o poder para si. Prevenido pelo vizir Aluaciti, ibne Tulune retornou da Síria em abril de 879 e frustrou as ambições de seu filho. Levando o tesouro com ele, Abas e seus apoiantes — bem como uma força armada de aproximados 800 cavaleiros e 10 mil infantes africanos negros — fugiu primeiro para Alexandria e então Barca. Ibne Tulune tentou persuadi-lo a retornar e mesmo ofereceu-lhe perdão, mas Abas recusou-se.
Em vez disso, Abas resolveu avançar sobre Ifríquia ao invadi-la com seu exército, acrescido com contingentes locais no caminho, e depondo a dinastia aglábida local. Para legitimar se movimento, Abas alegou que havia recebido a nomeação como governador de Ifríquia por Almutâmide, mas o emir aglábida Ibraim II (r. 875–902) respondeu-o enviando uma força de cavalaria para encontrá-lo. Abas derrotou o governador aglábida local, Maomé ibne Curube, saqueou a cidade de Labda e marchou sobre Trípoli. O líder ibadita e governador de Trípoli e Montanhas Nafuça, Ilias ibne Almançor, mobilizou resistência ao invasor. Seu exército de 12 mil soldados derrotou Abas no inverno de 880/881.
Abas, com o resto de seu exército, fugiu para leste e foi derrotado e capturado fora de Alexandria por tropas lealistas a seu pai. Levado como prisioneiro para a capital egípcia, Fostate, foi publicamente exibido sentado em uma mula, e foi ordenado a execução ou mutilação por arrancamento dos olhos e cortamento dos braços dos mais proeminente de seus seguidores, que incitaram-no à rebeldia. Ibne Tulune relatadamente esperou que seu filho pudesse recusar seu comando, e ficou consternado quando Abas cumpriu. Pranteando pela crueldade e inconfiabilidade de Abas, ibne Tulune ordenou que fosse açoitado e preso. Seu lugar na sucessão foi tomado por seu irmão mais novo Cumarauai em 882. Quando ibne Tulune morreu em maio de 884, Cumarauai, gozando o apoio das elites tulúnidas, sucedeu-o sem problemas, e Abas foi executado.